# Felipe Loyola
Felipe Ignacio Loyola Olea (Santiago del Cile, 9 novembre 2000) è un calciatore cileno, difensore o centrocampista dell'Independiente e della nazionale cilena.

## Carriera

### Club
Ha giocato nella prima divisione cilena.

### Nazionale
Ha esordito con la nazionale cilena il 17 ottobre 2023, nella partita di qualificazione al Mondiale 2026 persa per 3-0 contro il Venezuela.

## Statistiche

### Presenze e reti nei club
Statistiche aggiornate al 7 maggio 2025.
| Stagione              | Squadra               | Campionato            | Campionato | Campionato | Coppe nazionali | Coppe nazionali | Coppe nazionali | Coppe continentali | Coppe continentali | Coppe continentali | Altre coppe | Altre coppe | Altre coppe | Totale | Totale |
| Stagione              | Squadra               | Comp                  | Pres       | Reti       | Comp            | Pres            | Reti            | Comp               | Pres               | Reti               | Comp        | Pres        | Reti        | Pres   | Reti   |
| --------------------- | --------------------- | --------------------- | ---------- | ---------- | --------------- | --------------- | --------------- | ------------------ | ------------------ | ------------------ | ----------- | ----------- | ----------- | ------ | ------ |
| 2020                  | Fernández Vial        | SD                    | 20         | 1          | -               | -               | -               | -                  | -                  | -                  | -           | -           | -           | 20     | 1      |
| 2021                  | Fernández Vial        | PB                    | 6          | 1          | CC              | 6               | 0               | -                  | -                  | -                  | -           | -           | -           | 12     | 1      |
| 2022                  | Fernández Vial        | PB                    | 25         | 2          | CC              | 3               | 0               | -                  | -                  | -                  | -           | -           | -           | 28     | 2      |
| Totale Fernández Vial | Totale Fernández Vial | Totale Fernández Vial | 51         | 4          |                 | 9               | 0               |                    | -                  | -                  |             | -           | -           | 60     | 4      |
| 2023                  | Huachipato            | PD                    | 16         | 4          | CC              | 2               | 0               | -                  | -                  | -                  | -           | -           | -           | 18     | 4      |
| gen.-ago. 2024        | Huachipato            | PD                    | 11         | 0          | CC              | 0               | 0               | CL+CS              | 5+1                | 1+0                | SC          | 1           | 0           | 18     | 1      |
| Totale Huachipato     | Totale Huachipato     | Totale Huachipato     | 27         | 4          |                 | 2               | 0               |                    | 6                  | 1                  |             | 1           | 0           | 36     | 5      |
| ago.-dic. 2024        | Independiente         | PD                    | 18         | 2          | CA+CdL          | 2+0             | 0               | -                  | -                  | -                  | -           | -           | -           | 20     | 2      |
| 2025                  | Independiente         | PD                    | 15         | 3          | CA              | 1               | 0               | CS                 | 4                  | 1                  | -           | -           | -           | 20     | 4      |
| Totale Independiente  | Totale Independiente  | Totale Independiente  | 33         | 5          |                 | 3               | 0               |                    | 4                  | 1                  |             | -           | -           | 40     | 6      |
| Totale carriera       | Totale carriera       | Totale carriera       | 111        | 13         |                 | 14              | 0               |                    | 10                 | 2                  |             | 1           | 0           | 136    | 15     |

### Cronologia presenze e reti in nazionale
| Cronologia completa delle presenze e delle reti in nazionale ― Cile | Cronologia completa delle presenze e delle reti in nazionale ― Cile | Cronologia completa delle presenze e delle reti in nazionale ― Cile | Cronologia completa delle presenze e delle reti in nazionale ― Cile | Cronologia completa delle presenze e delle reti in nazionale ― Cile | Cronologia completa delle presenze e delle reti in nazionale ― Cile | Cronologia completa delle presenze e delle reti in nazionale ― Cile | Cronologia completa delle presenze e delle reti in nazionale ― Cile |
| Data                                                                | Città                                                               | In casa                                                             | Risultato                                                           | Ospiti                                                              | Competizione                                                        | Reti                                                                | Note                                                                |
| ------------------------------------------------------------------- | ------------------------------------------------------------------- | ------------------------------------------------------------------- | ------------------------------------------------------------------- | ------------------------------------------------------------------- | ------------------------------------------------------------------- | ------------------------------------------------------------------- | ------------------------------------------------------------------- |
| 17-10-2023                                                          | Maturín                                                             | Venezuela                                                           | 3 – 0                                                               | Cile                                                                | Qual. Mondiali 2026                                                 | -                                                                   |                                                                     |
| 16-11-2023                                                          | Santiago del Cile                                                   | Cile                                                                | 0 – 0                                                               | Paraguay                                                            | Qual. Mondiali 2026                                                 | -                                                                   | 78’                                                                 |
| 21-11-2023                                                          | Quito                                                               | Ecuador                                                             | 1 – 0                                                               | Cile                                                                | Qual. Mondiali 2026                                                 | -                                                                   | 55’                                                                 |
| 11-6-2024                                                           | Santiago del Cile                                                   | Cile                                                                | 3 – 0                                                               | Paraguay                                                            | Amichevole                                                          | -                                                                   | 63’                                                                 |
| 5-9-2024                                                            | Buenos Aires                                                        | Argentina                                                           | 3 – 0                                                               | Cile                                                                | Qual. Mondiali 2026                                                 | -                                                                   |                                                                     |
| 10-10-2024                                                          | Santiago del Cile                                                   | Cile                                                                | 1 – 2                                                               | Brasile                                                             | Qual. Mondiali 2026                                                 | -                                                                   | 72’                                                                 |
| 15-10-2024                                                          | Barranquilla                                                        | Colombia                                                            | 4 – 0                                                               | Cile                                                                | Qual. Mondiali 2026                                                 | -                                                                   |                                                                     |
| 15-11-2024                                                          | Lima                                                                | Perù                                                                | 0 – 0                                                               | Cile                                                                | Qual. Mondiali 2026                                                 | -                                                                   | 45+3’                                                               |
| 20-3-2025                                                           | Asunción                                                            | Paraguay                                                            | 1 – 0                                                               | Cile                                                                | Qual. Mondiali 2026                                                 | -                                                                   |                                                                     |
| 25-3-2025                                                           | Santiago del Cile                                                   | Cile                                                                | 0 – 0                                                               | Ecuador                                                             | Qual. Mondiali 2026                                                 | -                                                                   | 84’                                                                 |
| 5-6-2025                                                            | Santiago del Cile                                                   | Cile                                                                | 0 – 1                                                               | Argentina                                                           | Qual. Mondiali 2026                                                 | -                                                                   | 87’                                                                 |
| 10-6-2025                                                           | El Alto                                                             | Bolivia                                                             | 2 – 0                                                               | Cile                                                                | Qual. Mondiali 2026                                                 | -                                                                   | 71’                                                                 |
| Totale                                                              |                                                                     | Presenze                                                            | 12                                                                  |                                                                     | Reti                                                                | 0                                                                   |                                                                     |

## Palmarès

### Club

#### Competizioni nazionali
- Campionato cileno: 1

Huachipato: 2023
- Segunda División: 1

Fernández Vial: 2020